# Andrei Beli
Borís Nikolàievitx Bugàiev (rus: Бори́с Никола́евич Буга́ев ( ? i  escolteu-ne la pronunciació en rus), conegut habitualment amb el pseudònim d'Andrei Beli (rus: Андре́й Бе́лый ( ? i  escolteu-ne la pronunciació en rus); 26 d'octubre del 1880 - 8 de gener del 1934), fou un novel·lista, poeta, teòric i crític literari rus. La seva novel·la Petersburg va ser considerada per Vladímir Nabókov com una de les quatre grans novel·les del segle xx.

## Biografia
Borís Bugàiev va néixer a Moscou, en una família d'intel·lectuals prominents. El seu pare, Nikolai Bugàiev, va ser un destacat matemàtic que és considerat com un dels fundadors de l'escola de Moscou de les matemàtiques. La seva mare no només era molt intel·ligent, sinó també una famosa bellesa de la societat, i el focus de considerables xafarderies. El jove Borís era un gran pensador, els seus interessos incloïen les matemàtiques, la música, la filosofia i la literatura. Hauria de participar tant en el moviment simbolista com en l'escola russa del neokantisme.
Nikolai Bugàiev era ben conegut pels seus assajos filosòfics influents, en què censurava la geometria i la probabilitat i va pregonar les virtuts de la forta anàlisi. Tot i - o a causa de - els gustos matemàtics del pare, Boris Bugàiev estava fascinat per la probabilitat i en particular per l'entropia, una noció a la qual ell es refereix sovint en obres com Kótik Letàiev.
Quan era jove, Beli va ser fortament influenciat per la seva amistat amb la família de filòsof Vladímir Soloviov, sobretot pel germà menor de Vladímir, Mikhaïl, que es descriu en el seu llarg poema autobiogràfic El primer encontre (1921), el títol del qual és un reflex de l'obra de Vladímir Soloviov Tres trobades. A trenta anys va conèixer l'antroposofia de Rudolf Steiner esdevenint amic personal d'aquest darrer. Beli va morir a Moscou a l'edat de 53 anys.

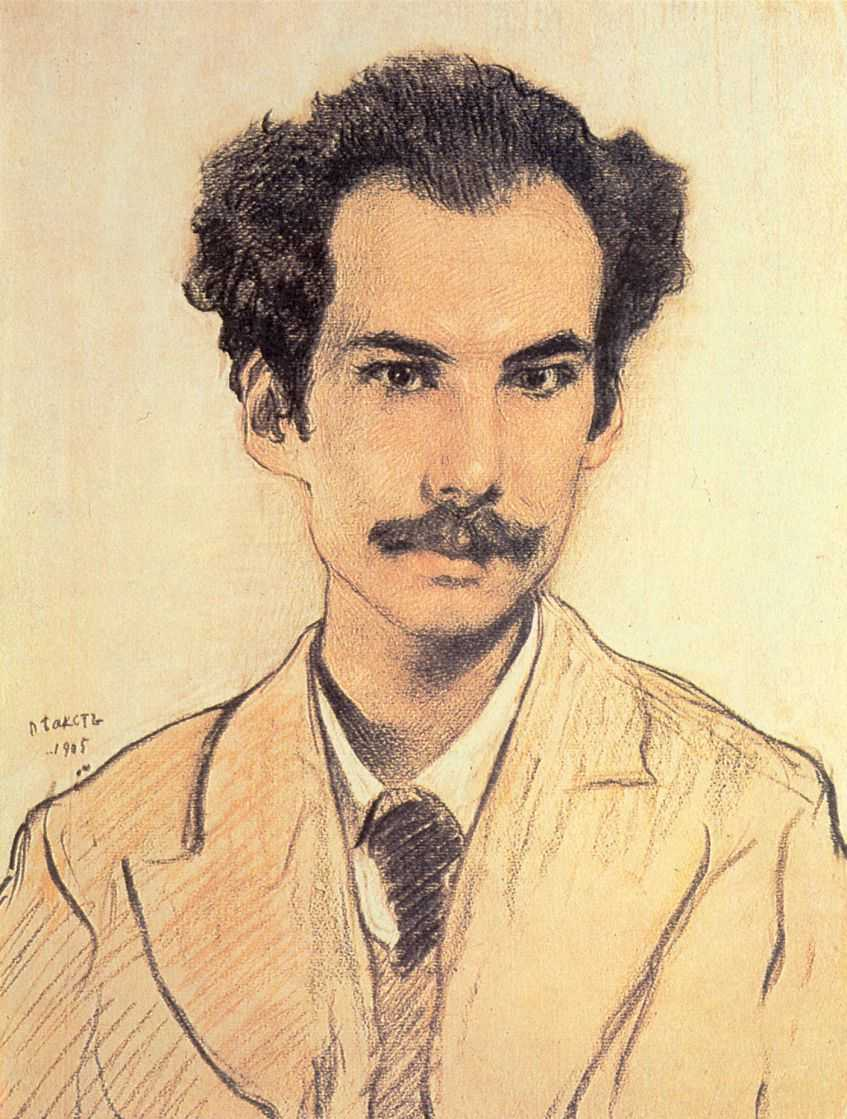
Retrat de Beli per Léon Bakst, 1905

El Premi Andrei Beli (rus: Премия Андрея Белого), un dels premis més importants de la literatura russa, rep aquest nom en honor seu. Els seus poemes han estat musicats i sovint són interpretats per cantants i compositors russos

## Obra
Les obres creatives de Beli va influenciar notablement -i van ser influenciades per diverses escoles literàries, especialment el simbolisme. Compten amb un misticisme sorprenent i una mena de musicalitat malhumorada. La influència de llarg abast de la seva veu literària sobre els escriptors russos (i fins i tot sobre els músics) ha estat freqüentment comparada amb l'impacte de la de James Joyce en el món de parla anglesa. La novetat dels seus efectes sonors també ha estat comparada amb la música innovadora de Charles Ives.
La novel·la simbolista de Beli Petersburg (1916, 1922) és considerada generalment com la seva obra mestra. El llibre utilitza un mètode de prosa impactant en el qual els sons sovint evoquen colors. La novel·la està ambientada en l'atmosfera una mica histèrica de tombant de segle a Sant Petersburg i la Revolució russa de 1905. En la mesura que es pot dir que el llibre té una trama, això es pot resumir com la història del desventurat Nikolai Apol·lónovitx, un tarambana, que es troba atrapat en la política revolucionària i se li assigna la tasca d'assassinar un determinat funcionari del govern - el seu propi pare. En un moment donat, Nikolai és perseguit a través de les boires de Sant Petersburg per les sonores peülles de la famosa estàtua de bronze de Pere el Gran.

### Recerca del ritme en els poemes
L'assaig de Beli Ritme com a dialèctica del Genet de Bronze és citat en la novel·la de Nabókov El do, on s'esmenta com a "monumental recerca sobre el ritme". Fiódor, poeta i personatge principal, lloa el sistema creat per Beli perquè delimita gràficament i calcula les "mitges tensions" al iambe. Beli considerava que els diagrames representats gràficament sobre les composicions dels grans poetes sovint tenien les formes de rectangles i trapezis. Fiódor, després de descobrir l'obra de Beli, tornarà a llegir tot el seu vell tetràmetre iàmbic des d'aquest nou punt de vista, i es troba terriblement dolgut en descobrir que els diagrames dels seus poemes eren en canvi plans i separats. L'assaig de Nabókov Notes sobre prosòdia segueix en gran part l'assaig de Beli Descripció del tetràmetre iàmbic rus (publicat a la col·lecció d'assajos Simbolisme, Moscou, 1910).

## Llibres
Poesia
- Segona Simfonia, Dramàtica, 1902
- Simfonia del Nord, Heroica, 1904
- Volta, 1905
- Copa de ventades, 1908
- L'or en blau (Zóloto v lazuri), 1904
- Cendra (Pépel), 1909
- L'urna, 1909
- Crist ressuscitat (Khristós voskresse), 1918
- Estrella, 1922

Novel·les
- El colom de plata, 1912
- Petersburg, 1913-1914
- Kótik Letàiev, 1914-1915
- El xinès batejat, 1921
- Moscou, 1926
- Màscares, 1932

Memòries
- Memòries de Blok, 1922-1923
- Memòries de Rudolf Steiner, 1929
- En l'encreuament de dos segles, 1930
- Els principis del segle, 1933
- Entre dues revolucions, 1934

Assaigs
- Simbolisme, 1910
- El prat verd, 1910
- Rudolf Steiner i Goethe en la concepció del món moderna, 1917
- En el pas, 1918
- La mestria de Gógol (Masterstvó Gógolia), 1934